# 선떠이현
선떠이현(베트남어: Huyện Sơn Tây / 縣山西)은 베트남 남중부 지방 꽝응아이성의 현이다.

## 행정 구역
선떠이현은 11사를 관할하고 있다.

### 사
- 선부아 사 (Xã Sơn Bua, 山布社)
- 선중 사 (Xã Sơn Dung, 山容社)
- 선럽 사 (Xã Sơn Lập, 山立社)
- 선리엥 사 (Xã Sơn Liên, 山連社)
- 선롱 사 (Xã Sơn Long, 山隆社)
- 선마우 사 (Xã Sơn Màu, 山牟社)
- 선무아 사 (Xã Sơn Mùa, 山務社)
- 선떤 사 (Xã Sơn Tân, 山新社)
- 선띤 사 (Xã Sơn Tinh, 山星社)